# 谢里登圆环

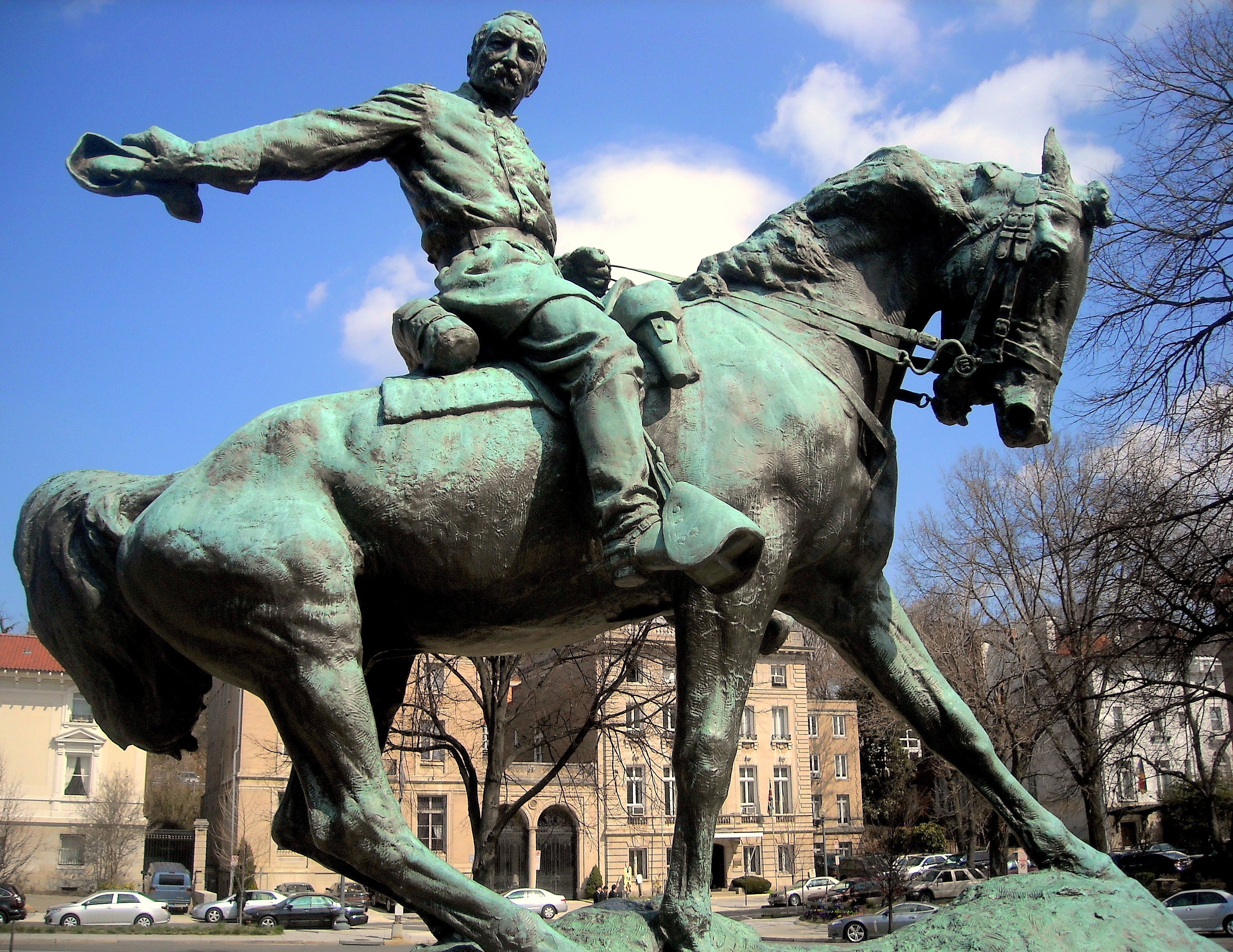
谢里登圆环中心的菲利普·谢里登雕像

谢里登圆环（Sheridan Circle）是华盛顿哥伦比亚特区的一个交通环岛，位于使馆区（Embassy Row）。 
谢里登圆环周边有许多大使馆，包括南侧的罗马尼亚大使馆，以及西北侧的巴基斯坦大使馆。
沿马萨诸塞大道可见到杜邦圆环，而在另一个方向，这条大道通往一座桥梁。